# Пекахія
Пекахія (івр. פקחיה) — ізраїльський цар син та наступник царя Менахема (2 Цар. 15:23-26).

## Життєпис
Про період його царювання з Другої книги царів відомо лише, що він не відступив від практики поклоніння золотим тельцям початої ще Єровоамом I. Після дворічного правління, керуючий його військами Пеках, син Ремалії внаслідок змови, вбиває Пекахію, та займає його місце. В. Олбрайт датує період його владарювання 738 р. до н. е. — 737  р. до н. е., а Е. Тілє відносить час його царювання до 742 р. до н. е — 740 р. до н. е.